# 间二甲苯
间二甲苯是苯的两个氢被两个甲基取代后形成的化合物，两个甲基处于间位，化学式 C
6H
4(CH
3)
2。所有二甲苯异构体都是无色，高度可燃的。

## 生产和用处
石油含有约1%（重量计）的二甲苯。
间二甲苯最大的用途是制造间苯二甲酸，后者用作单体的共聚物化以改变聚对苯二甲酸乙二醇酯的性质。将间二甲苯转化为间苯二甲酸需要催化氧化。间二甲苯还用作制造2,4-和2,6-二甲苯胺，以及一系列小体积化学品。 间二甲苯的氨氧化产生间苯二甲腈。

## 毒性和暴露
二甲苯的LD50（大鼠，口服）为 4300 mg/kg，效果因动物和二甲苯的异构体种类而异。人们对二甲苯的关注集中在其麻醉作用上。